# 24268 Charconley
24268 Charconley là một tiểu hành tinh vành đai chính với chu kỳ quỹ đạo là 1720.0071954 ngày (4.71 năm).
Nó được phát hiện ngày 8 tháng 12 năm 1999.